# Софтбол
Софтбол (од енгл. softball soft мекан и ball лопта) је екипни спорт у којем се лоптица удара палицом. Основни циљ игре екипе која напада ударити бачену лоптицу на начин да пре него противничка одбрана лоптицу ухвати играчи напада 'освоје' неку од четири означене базе. Софтбол је подваријанта бејзбола која се игра на мањем терену и с нешто већом и мекшом лоптом, те је примеренија такмичењима жена и млађих категорија од стандардног бејзбола.
Софтбол за жене је стандардни спорт на Олимпијским играма од Олимпијских игара у Атланти 1996. године.
Правила софтбола су веома слична онима код бејзбола. Кључне су разлике у краћем трајању утакмице (уместо 9 ининга као у бејзболу овде се игра до 7), мањем терену, нешто већој и мекшој лопти, краћим палицама и сл. Брзине које постиже лоптица приликом бацања и удараца су мање, па је овај спорт често за млађе категорије припрема за 'прави' бејзбол. Такође софтбол је погоднији за рекреативце и старије такмичаре, јер је нешто спорији и мање опасан од бејзбола.